# Sirothecium saepiarium
Sirothecium saepiarium är en svampart som beskrevs av P. Karst. 1887. Sirothecium saepiarium ingår i släktet Sirothecium, divisionen sporsäcksvampar och riket svampar.   Inga underarter finns listade i Catalogue of Life.